# Knöllav
Knöllav (Placopsis gelida) är en lavart som först beskrevs av L., och fick sitt nu gällande namn av Linds. Knöllav ingår i släktet Placopsis och familjen Trapeliaceae.  Arten är reproducerande i Sverige. Inga underarter finns listade i Catalogue of Life.

## Källor

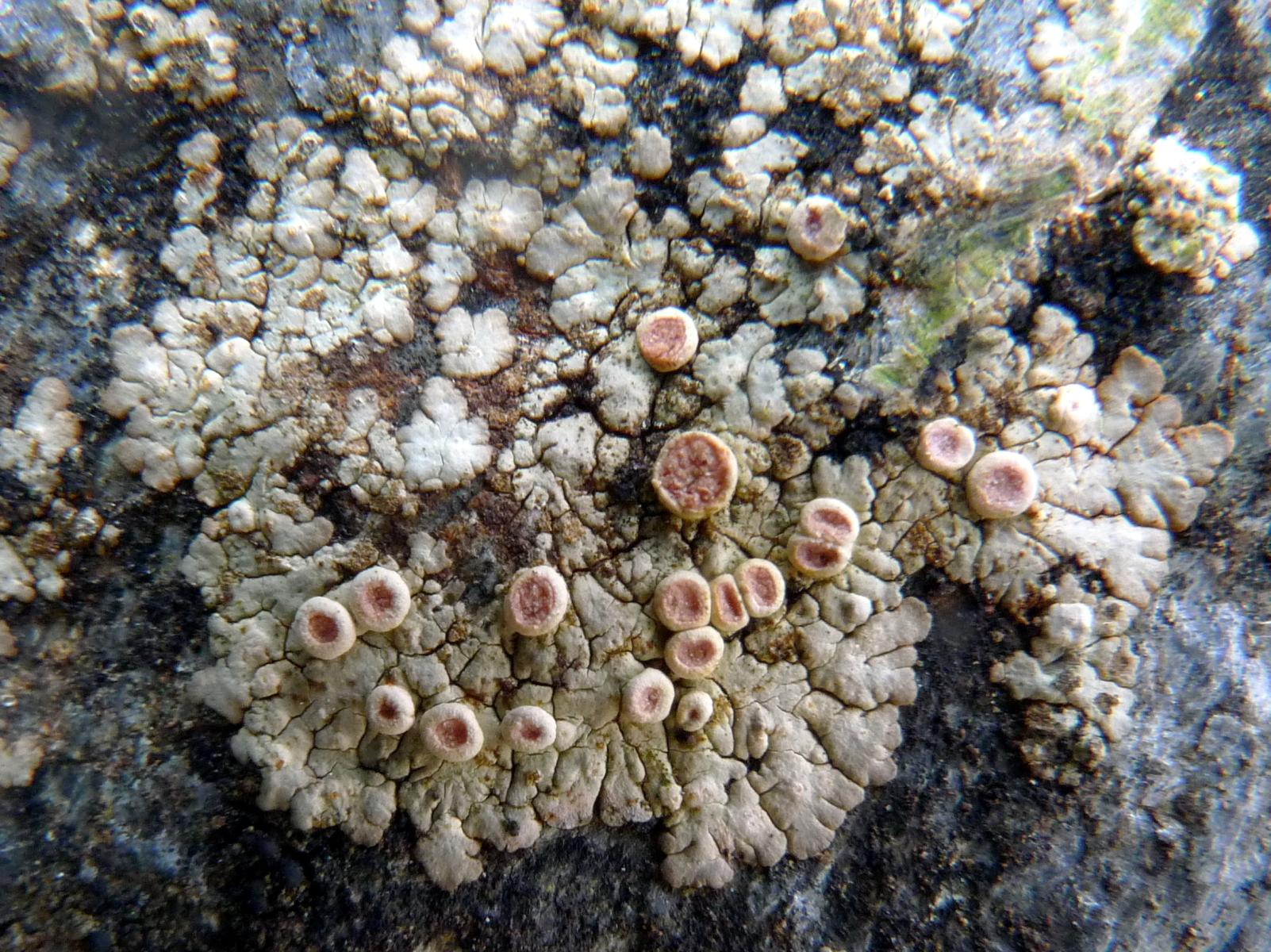